# Chiropterotriton mosaueri
Chiropterotriton mosaueri ist ein Vertreter aus der Familie der Lungenlosen Salamander, der in Höhlen lebt. Er ist endemisch in Mexiko beheimatet und wurde nach seiner Erstbeschreibung 1941 erst 2010 wiederentdeckt.
Insgesamt ist nur sehr wenig über die Tiere bekannt.

## Merkmale
Chiropterotriton mosaueri ist ein mittelgroßer Vertreter der Lungenlosen Salamander. Er wird etwa 10 cm lang, wobei der im Querschnitt runde Schwanz mit ca. 6 cm etwas länger als der restliche Körper ist.
Seine Schnauze ist verhältnismäßig groß und kurz mit vorstehender Oberlippe. Die Gliedmaßen sind sehr lang und enden in flachen Fingern und Zehen, die jeweils über Schwimmhäute verfügen.
Auf beiden Seiten des Körpers sind 12 oder 13 Furchen zu finden, die sich seitlich bis über den Bauch hinziehen. 
Die Tiere sind dunkelbraun gefärbt und weisen oberseits kein erkennbares Muster auf. Auf der heller gefärbten Unterseite sind einige dunklere Flecken erkennbar.

## Verbreitung und Lebensraum
Die Art wurde bisher lediglich in einer Höhle in der Nähe von Zimapán im mexikanischen Bundesstaat Hidalgo in 2160 m Höhe gefunden. Die exakte Lage der Höhle wurde nicht beschrieben; sie liegt am Rande des Nationalparks Los Mármoles. 
Chiropterotriton mosaueri lebt in feuchten Höhlen und Erdspalten in Kiefern-Eichen-Wäldern. Aufgrund von Abholzungen rund um die Höhlen und die damit verbundene Austrocknung schwindet der Lebensraum der Tiere.